# Runan, Chalmers
Runan (skriven som RunAn) är en konferenssal och aula byggd år 2001 som inryms i Chalmers kårhus. Den är med sina 449 platser fördelade på parkett och balkong högskolans största auditorium. Hörsalen tillhör Chalmers Konferens & Restaurangs lokaler och är en del av Chalmers Conference Centre. Bland studentkårens kommittéer är Programkommittén PU samt Chalmersspexet verksamma i lokalen, med biovisningar respektive musikalteaterföreställningar. 